# میچیئو کینوگاسا
میچیئو کینوگاسا (انگلیسی: Michio Kinugasa; – ۲۹ ژوئیهٔ ۲۰۲۰) آهنگساز، و ترانه‌سرا اهل ژاپن بود.